# Liste der Monuments historiques in Gretz-Armainvilliers
Die Liste der Monuments historiques in Gretz-Armainvilliers führt die Monuments historiques in der französischen Gemeinde Gretz-Armainvilliers auf.

## Liste der Objekte
| Bezeichnung                              | Beschreibung           | Standort                              | Kennzeichnung | Schutzstatus | Datum | Bild |
| ---------------------------------------- | ---------------------- | ------------------------------------- | ------------- | ------------ | ----- | ---- |
| Grabplatte für den Grundherren von Gretz | Stein, 13. Jahrhundert | in der Kirche St-Jean-Baptiste (Lage) | PM77000770    | Classé       | 1979  |      |